# Puccinia danthoniae
Puccinia danthoniae ist eine Ständerpilzart aus der Ordnung der Rostpilze (Pucciniales). Der Pilz ist ein Endoparasit des Süßgrases Danthonia forsskalii. Symptome des Befalls durch die Art sind Rostflecken und Pusteln auf den Blattoberflächen der Wirtspflanzen. Sie ist ein Endemit Tadschikistans.

## Merkmale

### Makroskopische Merkmale
Puccinia danthoniae ist mit bloßem Auge nur anhand der auf der Oberfläche des Wirtes hervortretenden Sporenlager zu erkennen. Sie wachsen in Nestern, die als gelbliche bis braune Flecken und Pusteln auf den Blattoberflächen erscheinen.

### Mikroskopische Merkmale
Das Myzel von Puccinia danthoniae wächst wie bei allen Puccinia-Arten interzellulär und bildet Saugfäden, die in das Speichergewebe des Wirtes wachsen. Aecien oder Spermogonien der Art sind nicht bekannt, gleiches gilt für die Uredien des Pilzes. Ihre Uredosporen sind 26–28 × 26–28 µm groß, kugelig  und fein warzig. Die blattunterseitig wachsenden Telien der Art sind schwarzbraun, kompakt und früh offenliegend. Sie wachsen in Gruppen oder Reihen. Die Teliosporen sind zweizellig, keulenförmig bis breitellipsoid und 37–53 × 18–32 µm groß. Ihre Stiele sind bis zu 155 µm lang.

## Verbreitung
Das bekannte Verbreitungsgebiet von Puccinia danthoniae umfasst lediglich Tadschikistan.

## Ökologie
Die Wirtspflanze von Puccinia danthoniae ist Danthonia forsskalii. Der Pilz ernährt sich von den im Speichergewebe der Pflanzen vorhandenen Nährstoffen, seine Sporenlager brechen später durch die Blattoberfläche und setzen Sporen frei. Die Art verfügt über einen Entwicklungszyklus, von dem bislang lediglich Telien sowie deren Wirt bekannt sind; Uredien, Spermogonien und Aecien konnten dem Pilz nicht zugeordnet werden.